# Sean Negrette
Sean Negrette (* 17. Juni 2002) ist ein Dartspieler aus Gibraltar.

## Karriere
Sean Negrette erreichte bei der Jugendweltmeisterschaft der BDO die Runde der Letzten 32. Beim WDF Europe Cup ein Jahr später erreichte er im Jugendturnier das Achtelfinale. Zudem versuchte er sich erfolglos auf der PDC Development Tour. Beim World Cup of Darts 2021 vertrat er zusammen mit Justin Hewitt sein Land. Das Duo unterlag jedoch Singapur in der ersten Runde.
Im Januar 2023 nahm Negrette an der PDC Qualifying School. Mit nur einem Punkt für die Rangliste scheiterte er jedoch an der Qualifikation für die Final Stage.

## Weltmeisterschaftsresultate

### JDC
- 2018: Gruppenphase (1:2-Niederlage gegen  Dylan Dowling, 1:2-Niederlage gegen  John Gallazzi und 2:0-Sieg gegen  David Rodriguez)
- 2019: 1. Runde (1:4-Niederlage gegen  Renata Leach)

### PDC-Jugend
- 2020: Gruppenphase (4:5-Niederlage gegen  Timo van den Elshout und 1:5-Niederlage gegen  Ryan Meikle)